# بوئشو
شهر بوئشو (به فرانسوی: Boechout) در شهرستان آنتوئر در استان آنتوئر در منطقه فلاندری در کشور بلژیک واقع شده‌است.